# بحيرة ريستا
بحيرة ريستا هي بحيرة تقع في شمال غرب أبخازيا في جبال القوقاز. كانت البحيرة نقطة جذب سياحي مهمة خلال الفترة السوفيتية. وعندما تفكك الاتحاد السوفيتي وإندلاع الحرب في أبخازيا دمرت معظم صناعة السياحة في البلاد ظلت البحيرة مصدر جذب سياخي خاصة ل السياح الروس.
يوسف ستالين أمتلك داتشا بالقرب من البحيرة.